# 玉麻州
玉麻州，是明代交阯承宣布政使司乂安府下轄的一個州。治所在今老撾甘蒙省。其境內有波故山、巨界山，下有金穴；又有恾基山，下有銀穴；麻牢江、湧水溪、波故溪，中有金穴；力堯澗、麻羅澗、巨陀澗，有鹽井。

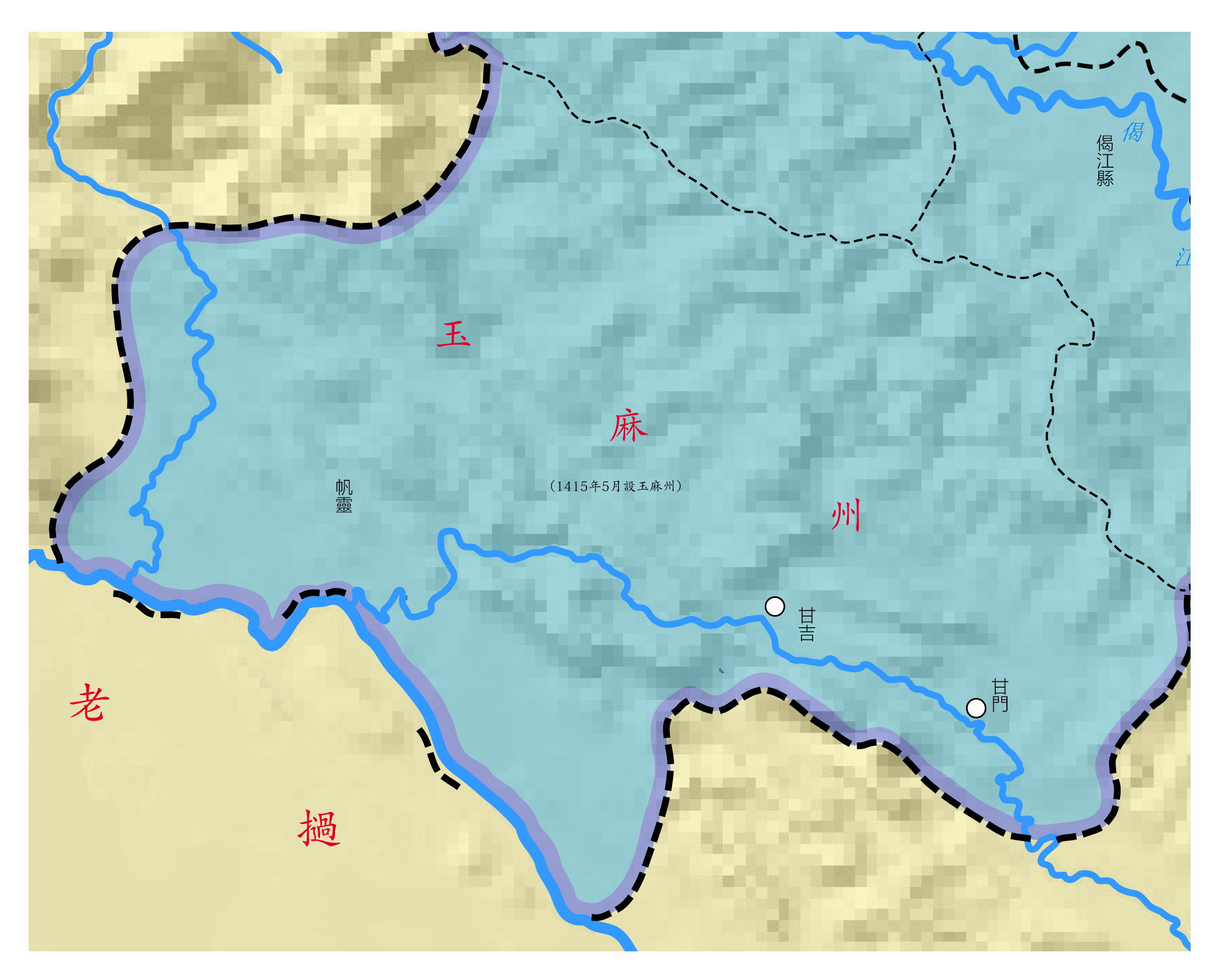

## 沿革
- 永樂十三年夏四月初五日壬申（1415年5月13日），設交阯乂安府之玉麻州[4][5][6][7][8]。
- 永樂十七年秋八月十一癸未（1419年8月31日），交阯乂安府土官知府潘僚反，被討伐後，逃至玉麻州依土官知州琴貴[9]。
- 永樂十七年十一月初六丙午（1419年11月22日），交阯總兵官豊城侯李彬討潘僚至玉麻州境，至忙巨談蒲潭山，攻破之，潘僚等逃老撾[10]。
- 洪熙元年十一月二十六辛酉（1426年1月4日），交阯布政司按察司事兵部尚書陳洽奏：賊首黎利夥同玉麻州土官琴貴圍攻茶籠州，殺知州琴彭[11]。